# 旅行証 (朝鮮民主主義人民共和国)
旅行証（りょこうしょう、朝鮮語：려행증）は、朝鮮民主主義人民共和国の社会安全取締法第17条「社会安全機関は旅行秩序に違反する行為を取り締まる。」に基づいて、他の地域に移動する際に必要な証明書である。1970年度から施行された旅行証制度であり、北朝鮮国民は国内を旅行証なしで無断で他の地域に行くと処罰され、他の地域でいかなる施設も利用が不可能になる。

## 種類
- 一般旅行証：人民保安省により発行される。
- 特殊旅行証：国家保衛省により発行され、以下の3種類に分類される。
  - 平壌市出入旅行証
  - 軍事分界沿線旅行証
  - 国境沿線旅行証